# Alcindo Sartori
Alcindo Sartori (nacido el 21 de octubre de 1967) es un exfutbolista brasileño que se desempeñaba como delantero.
Jugó para clubes como el Flamengo, São Paulo, Grêmio, Kashima Antlers, Verdy Kawasaki, Corinthians y Fluminense.

## Trayectoria

### Clubes
| Club              | País   | Año         |
| ----------------- | ------ | ----------- |
| Flamengo          | Brasil | 1986 - 1991 |
| São Paulo         | Brasil | 1990        |
| Grêmio            | Brasil | 1991 - 1992 |
| Kashima Antlers   | Japón  | 1993 - 1994 |
| Verdy Kawasaki    | Japón  | 1995        |
| Consadole Sapporo | Japón  | 1996        |
| Corinthians       | Brasil | 1996        |
| Fluminense        | Brasil | 1996        |
| Verdy Kawasaki    | Japón  | 1997        |
| Fluminense        | Brasil | 1998        |
| Cabofriense       | Brasil | 1999        |
| CFZ do Rio        | Brasil | 2000        |

## Estadística de carrera

### J. League
| Club            | Año   | J. League | J. League | Copa J. League | Copa J. League | Total | Total |
| Club            | Año   | Part.     | Goles     | Part.          | Goles          | Part. | Goles |
| --------------- | ----- | --------- | --------- | -------------- | -------------- | ----- | ----- |
| Kashima Antlers | 1993  | 28        | 22        | 5              | 2              | 33    | 24    |
| Kashima Antlers | 1994  | 43        | 28        | 1              | 0              | 44    | 28    |
| Verdy Kawasaki  | 1995  | 38        | 19        | -              | -              | 38    | 19    |
| Verdy Kawasaki  | 1997  | 16        | 10        | 0              | 0              | 16    | 10    |
| Total           | Total | 125       | 79        | 6              | 2              | 131   | 81    |